# Opération survie (roman)
Pour les articles homonymes, voir Opération survie.
Opération survie (The Dead of the Night ou The Dead of Night aux États-Unis) est un roman de John Marsden publié pour la première fois en 1994 en Australie. C'est le deuxième tome de la série de livres Tomorrow.
En France, il a été publié le 18 avril 2000 aux éditions J'ai lu. En mai 2012, il est réédité par Hachette dans la collection Black moon comme le deuxième tome de la série Tomorrow, quand la guerre a commencé.

## Résumé
Quatrième de couverture (édition française J'ai lu mars 2000) : 

« Leur pays a été envahi, leurs familles emprisonnées,

leurs maisons réquisitionnées.

Réfugié dans une vallée perdue, un groupe d'adolescents

a décidé de résister. Bravement, avec les moyens dérisoires

qui sont les leurs, ils vont combattre un ennemi sans pitié.

Ils risquent leur vie et ils le savent ; mais ils savent surtout

que la liberté n'a pas de prix. »

## SérieTomorrow
1. Apocalypse, J'ai lu, coll. Jeunes adultes, 2000 ((en) Tomorrow, When the War Began, 1993)Réédité aux éditions Hachette Jeunesse dans la collection Black Moon en 2012
2. Opération survie, J'ai lu, coll. Jeunes adultes, 2000 ((en) The Dead of the Night, 1994)Réédité aux éditions Hachette Jeunesse dans la collection Black Moon en 2012
3. Le Dernier Sacrifice, J'ai lu, coll. Jeunes adultes, 2000 ((en) The Third Day, The Frost, 1995)Réédité aux éditions Hachette Jeunesse dans la collection Black Moon en 2012
4. Aller simple vers l'enfer, J'ai lu, coll. Jeunes adultes, 2000 ((en) Darkness, Be My Friend, 1996)
5. Attention danger !, J'ai lu, coll. Jeunes adultes, 2000 ((en) Burning for Revenge, 1997)
6. Chasse nocturne, J'ai lu, coll. Jeunes adultes, 2000 ((en) The Night is for Hunting, 1998)
7. (en) The Other Side of Dawn, 1999